# Sânmartin, Cluj
Sânmartin là một xã thuộc hạt Cluj, România. Dân số thời điểm năm 2002 là 1746 người.